# HC Blansko
HC Rytíři Blansko (celým názvem: Hockey Club Rytíři Blansko) je český klub ledního hokeje, který sídlí v Blansku v Jihomoravském kraji. V letech 2002–2008 působil ve 2. lize – sk. Východ, třetí české nejvyšší soutěži ledního hokeje. Klubové barvy byly modrá a bílá.
Do 2. hokejové ligy postoupil blanenský klub v sezóně 2001/2002, kdy vyhrál baráž, do které postoupil jakožto vítěz jihomoravského přeboru. Již v následující sezóně se Blansko umístilo po základní části na 6. místě skupiny východ a ve čtvrtfinále playoff potom prohrálo s Kometou Brno. V sezóně 2003/2004 klub z Blanska postoupil do semifinále. Další dvě sezóny se dostal až do finále (prohra s Prostějovem, o rok později s brněnskou Technikou). Sezóna 2006/2007 již nebyla tak úspěšná, blanenský tým byl vyřazen ve čtvrtfinále playoff, stejně jako v prozatím poslední sezóně 2007/2008. Na konci této sezóny, 29. 5. 2008, odkoupil HC Vsetín od Blanska licenci na 2. ligu. Blanenský klub tak hrál pouze krajský přebor Jižní Moravy a Zlína.
12. června 2009 došlo ke sloučení klubů VSK Technika Brno a HC Blansko na úrovni dorostu, juniorů a druholigových mužů.
Sloučený klub nesl název VSK Technika Blansko. VSK Technika dodávala finance a HC Blansko dodávala zázemí (hrálo se na blanenském stadionu). Oba kluby potom dodaly své hráče. Po roce se tato fúze vyhodnotila a kluby se rozhodly nepokračovat. Po nevydařené sezóně 2009/2010 hokejový klub v Blansku zaniká. Ve městě poté vznikla nová sportovní organizace DYNAMITERS Blansko HK. V roce 2014 probíhá restart klubu a klub se orientuje na výchovu mládeže. V roce 2017 se začíná klub prezentovat jako HC Rytíři Blansko.
Své domácí zápasy odehrával na zimním stadionu Blansko s kapacitou 1 800 diváků.

## Historické názvy
- * 1954 – TJ Spartak Metra Blansko (Tělovýchovná jednota Spartak Metra Blansko)
- * 1992 – TJ ASK Blansko (Tělovýchovná jednota Asociace sportovních klubů Blansko)
- * 1999 – HC Blansko (Hockey Club Blansko)
- 2009 – HC VSK Technika Blansko (Hockey Club Vysokoškolský sportovní klub Technika Blansko)
- 2010 zánik A týmu
- * 2017 – HC Rytíři Blansko (Hockey Club Rytíři Blansko)

## Přehled ligové účasti
Stručný přehled
Zdroj:
- 1974–1975: Divize – sk. E (4. ligová úroveň v Československu)
- 1980–1981: Jihomoravský krajský přebor (3. ligová úroveň v Československu)
- 2001–2002: Jihomoravský krajský přebor (4. ligová úroveň v České republice)
- 2002–2008: 2. liga – sk. Východ (3. ligová úroveň v České republice)
- 2008–2009: Jihomoravská a Zlínská krajská liga (4. ligová úroveň v České republice)
- 2009–2010: 2. liga – sk. Východ (3. ligová úroveň v České republice)

Jednotlivé ročníky
Zdroj:
Legenda: ZČ - základní část, červené podbarvení - sestup, zelené podbarvení - postup, fialové podbarvení - reorganizace, změna skupiny či soutěže
| Československo (1974 – 1993)                  |                                     |           |           |                                       |                            |
| Sezóny                                        | Soutěž                              | Úroveň    | ZČ        | Play-off, nadstavba, sk. o udržení... | Poznámky                   |
| 1974/75                                       | Divize – sk. E                      | 4. úroveň | 5. místo  |                                       | Sestup                     |
| ...                                           |                                     |           |           |                                       |                            |
| 1980/81                                       | Jihomoravský krajský přebor         | 3. úroveň | ?. místo  |                                       |                            |
| ...                                           |                                     |           |           |                                       |                            |
| Česko (1993 – 2010)                           |                                     |           |           |                                       |                            |
| Sezóny                                        | Soutěž                              | Úroveň    | ZČ        | Play-off, nadstavba, sk. o udržení... | Poznámky                   |
| ...                                           |                                     |           |           |                                       |                            |
| 2001/02                                       | Jihomoravský krajský přebor         | 4. úroveň | 1. místo  | Baráž o 2. ligu – sk. B (1. místo)    | Postup                     |
| 2002/03                                       | 2. liga – sk. Východ                | 3. úroveň | 6. místo  | Čtvrtfinále                           |                            |
| 2003/04                                       | 2. liga – sk. Východ                | 3. úroveň | 2. místo  | Semifinále                            |                            |
| 2004/05                                       | 2. liga – sk. Východ                | 3. úroveň | 2. místo  | Finále                                |                            |
| 2005/06                                       | 2. liga – sk. Východ                | 3. úroveň | 3. místo  | Finále                                |                            |
| 2006/07                                       | 2. liga – sk. Východ                | 3. úroveň | 5. místo  | Čtvrtfinále                           |                            |
| 2007/08                                       | 2. liga – sk. Východ                | 3. úroveň | 4. místo  | Čtvrtfinále                           | Prodej licence do Vsetína  |
| 2008/09                                       | Jihomoravská a Zlínská krajská liga | 4. úroveň | 6. místo  | Semifinále JMK                        | Vznik VSK Technika Blansko |
| 2009/10                                       | 2. liga – sk. Východ                | 3. úroveň | 11. místo |                                       |                            |
| Od roku 2010 působí v soutěžích pouze mládež. |                                     |           |           |                                       |                            |